# Académie Amis du Monde
L'Académie Amis du Monde est un club féminin de football fondé en 1993 et basé à Lomé au Togo.

## Histoire
Le club est créé en 1993.
En 2021, Amis du Monde représente le Togo lors de la première édition de la Ligue des champions féminine de la CAF. Le club est largement battu (5-1) en demi-finale du tournoi qualificatif de la zone UFOA-B par les Rivers Angels, échouant à se qualifier pour la phase finale continentale. Amis du Monde décroche toutefois la troisième place en remportant la petite finale (2-0) face à l'USFA.
Lors du championnat 2021-2022, Amis du Monde remporte tous ses matches, notamment la finale face à l'Athlèta (1-0) et décroche un nouveau titre.

## Palmarès
Championnat du Togo (2) :
- Champion en 2019 et 2022

Tournoi UFOA-B (0) :
- Troisième en 2021

## Rivalités
Le club dispute le derby de la capitale face à l'Athlèta FC.